# رایان گراونبرخ
رایان گراونبرخ (هلندی: Ryan Gravenberch؛ زادهٔ ۱۶ مهٔ ۲۰۰۲) بازیکن فوتبال اهل هلند است که برای باشگاه لیورپول بازی می‌کند.
وی در شانزده سالگی عضوی از تیم زیر ۱۹ سال هلند بود و در باخت ۴–۱ به تیم انگلستان به میدان رفت. او در نوامبر سال ۲۰۲۰ به تیم بزرگسالان دعوت شد و یک سال بعد در مقدماتی جام جهانی مقابل ترکیه اولین بازی‌اش را انجام داد.
در ژوئن ۲۰۲۲ گراونبرخ با قراردادی پنج ساله به مبلغ ۱۸ میلیون یورو به بایرن مونیخ پیوست سپس در سپتامبر ۲۰۲۳ با مبلغ ۴۰ میلیون یورو به لیورپول پیوست.

## افتخارات
باشگاه فوتبال آژاکس
- لیگ برتر فوتبال هلند(۳): ۱۹–۲۰۱۸، ۲۱–۲۰۲۰، ۲۲–۲۰۲۱
- جام حذفی فوتبال هلند(۲): ۱۹–۲۰۱۸، ۲۱–۲۰۲۰
- سوپر جام فوتبال هلند(۱): ۲۰۱۹